# Anton Behmann
Anton Behmann (* 2. August 1850 in Schwarzenberg (Vorarlberg); † 4. Januar 1932 in Schwarzach (Vorarlberg)) war ein österreichischer Orgelbauer, der nach Anfängen in seinem Geburtsort überwiegend von Schwarzach in Vorarlberg aus wirkte.

## Leben
Behmann war Sohn des Wundarztes Josef Mathias und seiner Frau Maria Rosa Josefa Behmann geb. Aberer. Er erlernte den Beruf des Tischlers und ließ sich ab 1868 von Alois Schönach in Rankweil als Orgelbauer ausbilden. Ab 1871 arbeitete er nacheinander bei Balthasar Pröbstl in Füssen, Max Maerz in München sowie Martin Hechenberger in Passau.
Im Jahr 1873 gründete Behmann eine eigene Werkstatt in Schwarzenberg, die er 1878 nach Schwarzach (Vorarlberg) verlegte. 1874 fertigte er für die Pfarrkirche Damüls sein op. 1 an. 1879 heiratete er in Schwarzenberg Maria Barbara Hammerer.
In seinem Betrieb beschäftigte Behmann in Spitzenzeiten bis zu zehn Mitarbeiter, zeitweilig arbeitete auch der deutsche Orgelbauer Josef Brandl bei ihm.
Behmann bildete auch seinen Sohn Josef (1880–1932) zum Orgelbauer aus. Seine Söhne Ignaz und Alois wurden zwar gleichfalls Orgelbauer – die Werkstatt ging jedoch 1911 durch Verkauf allein an Josef Behmann über.

## Besonderheiten im Werk
Bis op. 11 (Pfarrkirche Warth) baute Behmann ausschließlich mechanische Schleifladen, bis op. 58 (Pfarrkirche Egg) mechanische Kegelladen. Anschließend beschränkte er sich auf pneumatische Kegelladen.
Im Zentrum von Behmanns Bemühen standen solide handwerkliche Ausführung sowie künstlerisch perfekte Intonation. Obwohl die von ihm entworfenen bzw. ausgeführten Dispositionen einzelne Aliquoten vermeiden, legte er auf das Vorhandensein der Klangfarbe der Terz großen Wert: entweder explizit in einem Cornett oder, wenn ein solches nicht vorhanden war, als Chor der Mixtur.

## Werke (Auswahl)

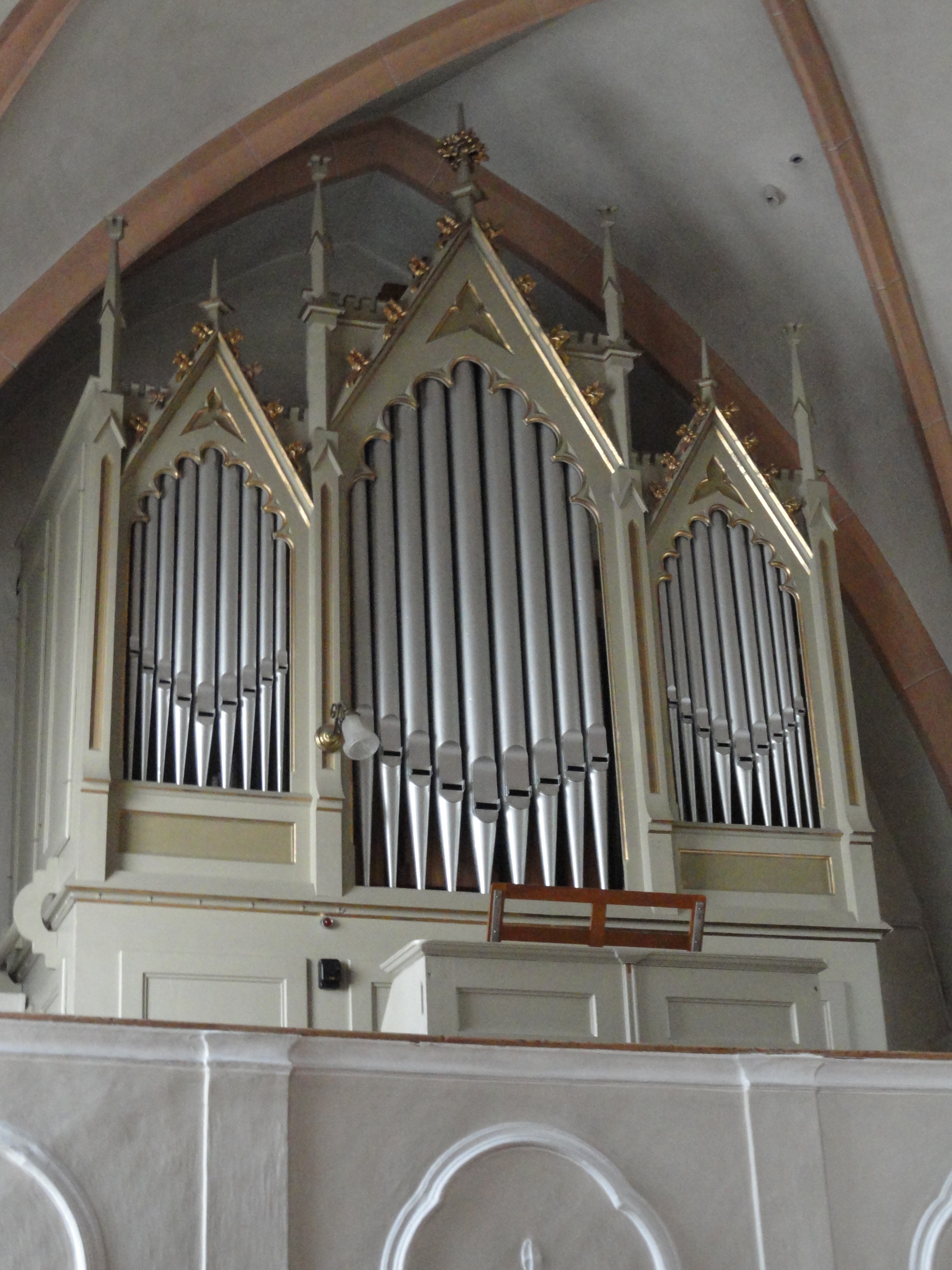
Anton-Behmann-Orgel von 1905 in Neustift bei Brixen, Pfarrkirche St. Margarethen

Die Gesamtwerkliste der Firmen Anton Behmann (1873–1910) und Josef Behmann, vorm. Anton Behmann (1911–1932) enthält 151 Nummern, von denen Anton Behmann für die opp. 1–105 verantwortlich zeichnete. Davon weisen die opp. 1–11 sowie 45 mechanische Schleifladen auf, die opp. 12–58 (ohne 45) mechanische Kegelladen und die opp. 59–105 pneumatische Kegelladen. Keine der Orgeln von Anton Behmann überschreitet die Zweimanualigkeit. Der räumliche Schwerpunkt liegt auf Vorarlberg, Tirol und Südtirol.
- 1873: Schröcken, Pfarrkirche Unserer Lieben Frau Mariä Himmelfahrt (I/9), op. deest, Orgel von Franz Weber aus dem Jahr 1867, von Behmann geringfügig umgebaut, 1918 neue Zinkprospektpfeifen von Josef Behmann, 1983 von Rieger Orgelbau restauriert[4][5]
- 1874: Damüls, Pfarrkirche Hl. Nicolaus (I/6), op. 1, offizielles Erstlingswerk, unverändert erhalten[6]

| Manual C–f3 |               |    |
| 1.          | Principal     | 8′ |
| 2.          | Stillgedeckt0 | 8′ |
| 3.          | Dolceflaute   | 8′ |
| 4.          | Octave        | 4′ |
| 5.          | Larigotflöte  | 4′ |

| Pedal C–c |         |     |
| 6.        | Subbaß0 | 16′ |
- Koppel:
  - Normalkoppel: M/P

- 1876: Mellau, Pfarrkirche Hl. Antonius Eremit (II/14), op. 2, erste zweimanualige Orgel Behmanns, 1919 neue Zinkprospektpfeifen von Josef Behmann, 1950 von Gebrüder Mayer umgebaut und dispositionell erweitert, 1980 vor dem Kirchenneubau abgetragen und eingelagert, 1989 endgültig durch einen Neubau von Rieger Orgelbau ersetzt[7][8]
- 1876: Bregenz, Dominikanerinnenkloster Thalbach (I/9), op. 8, in neuromanischem Gehäuse, 1896 durch einen Neubau von G. F. Steinmeyer & Co. ersetzt, im selben Jahr von Alois Geist in die Pfarrkirche Hll. Viktor und Markus Nüziders transloziert, 1943 von Gebrüder Mayer umgebaut und dispositionell erweitert (II/13)[9]. Seit 2000 steht in Nüziders eine neue Orgel.[10]
- 1878: Warth, Pfarrkirche Hl. Sebastian (I/9), op. 11, letzte mechanische Schleifladenorgel Behmanns, Neubau unter Verwendung der Orgel aus der Pfarrkirche Hl. Wolfgang Schnepfau von Remigius Haaser aus dem Jahr 1832 und der vorhandenen Orgel von Johann Martin Anwander aus dem Jahr 1792, 1974 von den Gebrüder Mayer abgetragen und 1976 an die Pfarrkirche Brand verkauft,[11] 1976 durch einen Neubau von Rieger Orgelbau ersetzt.[12]
- 1878: Lorüns, Filialkirche Hl. Johannes Nepomuk (?), op. deest, von Behmann mit Teilen der Orgeln von Warth aus dem Jahr 1791 und Schnepfau aus dem Jahr 1831 erbaut, nicht spielbar, in dem 1960 vollendeten Kirchenneubau kommt stattdessen ein Elektronium von Ahlborn-Orgel zum Einsatz
- 1879: Schwarzenbach (Württemberg) (I/9), op. 12, erste mechanische Kegellade Behmanns
- 1880: Lingenau, Pfarrkirche Hl. Johannes der Täufer (II/16), op. 13, 1927 neue Zinkprospektpfeifen von Josef Behmann, 1963 im Gefolge einer Umgestaltung des Kircheninneren abgebaut und durch ein Elektronium ersetzt, 2012 endgültig durch einen Neubau von Rieger Orgelbau ersetzt[13][14]
- 1881: Bregenz, Österreichische Landesausstellung (II/15), op. 15, gebaut für die Pfarrkirche Mariä Heimsuchung Dornbirn-Haselstauden, 1927 durch einen Neubau von Gebrüder Mayer ersetzt[15]
- 1883: Lauterach, Pfarrkirche Hl. Georg (II/20), op. 18, 1912 von Gebrüder Mayer auf pneumatische Traktur umgestellt, 1920 neue Zinkprospektpfeifen von Josef Behmann, 1986 von Siegfried Jehmlich restauriert[16][17]
- 1885: Schwarzach, Pfarrkirche Hl. Sebastian (I/8), opp. 22 und 74, aus der Vorgängerkirche übernommen, 1946 durch einen Neubau von Gebrüder Mayer ersetzt[18]
- 1886: Hirschegg, Pfarrkirche Hl. Anna (I/11), op. deest, Orgel von Remigius Haaser aus dem Jahr 1836, von Behmann umgearbeitet, erhalten[19]
- 1887: Thal, Pfarrkirche Hl. Franz Xaver (II/14), op. 25, 1922 durch Gebrüder Mayer umgebaut, 1976 abgebrochen, 1978 durch ein Elektronium ersetzt, 1983 unter Verwendung originaler Gehäuseteile endgültig durch einen Neubau von Rieger Orgelbau ersetzt[20]

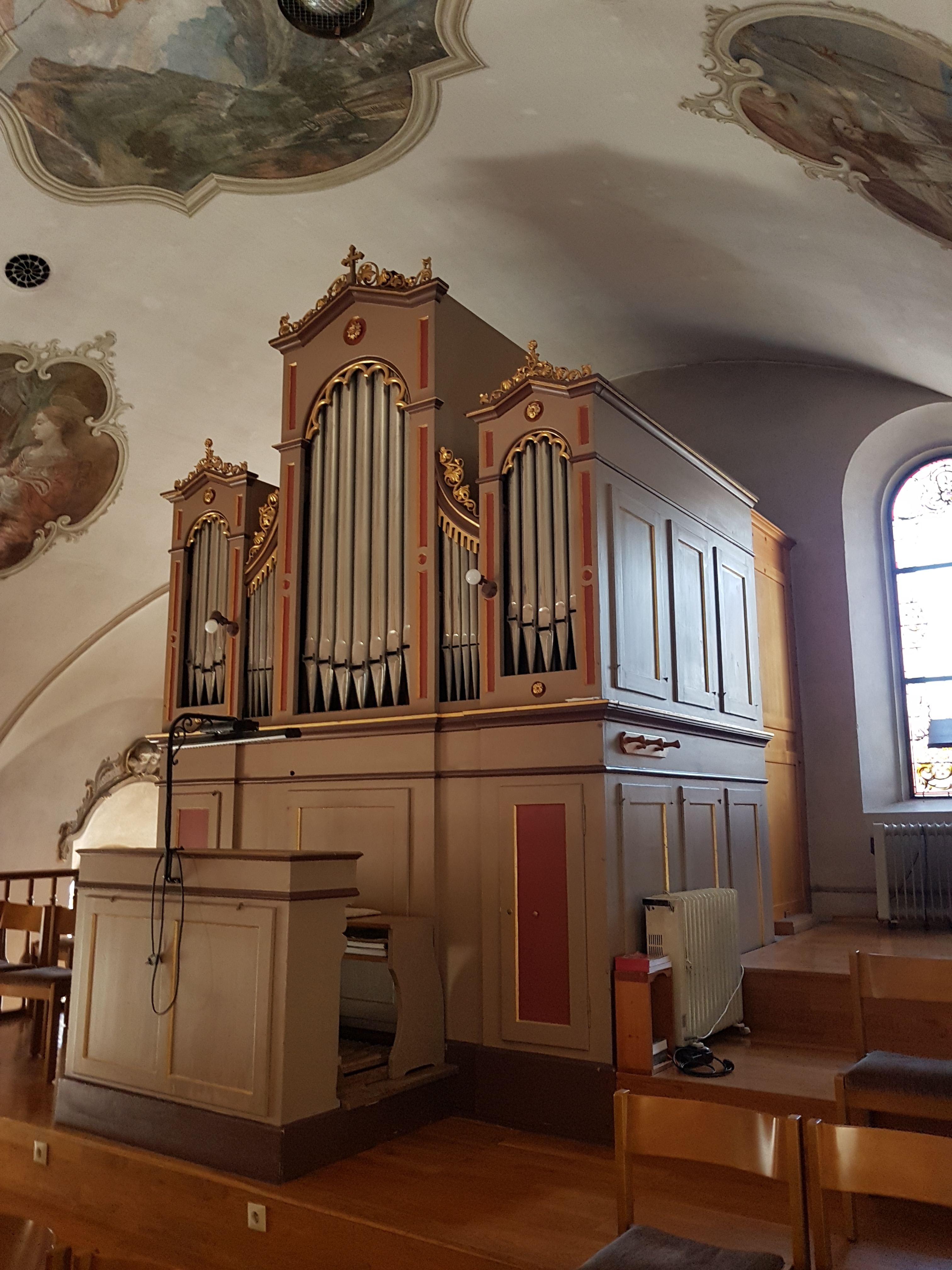
Anton-Behmann-Orgel von 1888 in Braz, Pfarrkirche Hl. Nikolaus

- 1888: Braz, Pfarrkirche Hl. Nikolaus (I/10), op. 27, in neuromanischem Gehäuse, 1895 zur Kirchenverlängerung abgetragen und wieder aufgestellt, 1933 von Ignaz Behmann generalüberholt, 1972 von Edmund Hohn dispositionell verändert, 1980 von Orgelbau Rieger unverändert restauriert[21]
- 1888: Eichenberg, Pfarrkirche Hl. Bernhard (I/10), op. 28, 1922 durch einen Neubau von Gebrüder Mayer ersetzt[22]
- 1889: Brand, Pfarrkirche Unserer Lieben Frau Mariä Himmelfahrt (I/7), op. 29, 1920 neue Zinkprospektpfeifen von Josef Behmann, 1961 vor der Kirchenerweiterung abgetragen, 1962 von Edmund Hohn mit modernem Prospekt – aber klanglich unverändert – wiederaufgebaut[23]
- 1889: Neustift bei Brixen, Stiftskirche Unserer Lieben Frau (II/27), op. 30, Werke auf Evangelien- und Epistelseite aufgeteilt, 1933 von Anton Fuetsch repariert, 1952 von Karl Reinisch’s Erben umgebaut, 2014 durch einen Neubau von Metzler Orgelbau ersetzt[24]
- 1890: Meiningen, Pfarrkirche Hl. Agatha (I/9), op. 34, 1925 von Josef Behmann umgebaut, 1962 von Edmund Hohn mit der 1937 von Gebrüder Mayer erbauten Orgel aus der Alten Pfarrkirche Hl. Michael Feldkirch-Tisis zu einem Neubau (II/12) zusammengefügt[25]
- 1890–91: Lech am Arlberg, Alte Pfarrkirche Hl. Nikolaus (I/8), op. 35, 1984 von Martin Pflüger Orgelbau generalüberholt, unverändert erhalten[26][27]
- 1890: Buch, Pfarrkirche Hll. Peter und Paul (I/7), op. 36, 1983 durch einen Neubau von Gebrüder Mayer ersetzt, 2003 in die Église Saint-Nicolas Montbonnot-Saint-Martin transloziert[28][27]
- 1891: Riezlern, Pfarrkirche Unserer Lieben Frau Maria Opferung (II/14), op. 37, 1964 unter Verwendung originaler Teile (u. a. Pfeifenwerk von acht Registern) durch einen Neubau von Guido Nenninger ersetzt[29]
- 1891: Kuens, Pfarrkirche Zu den Hll. Mauritius und Korbinian (I/7), op. 38
- 1891: Innsbruck, Servitenkirche Zum Hl. Josef (II/13), opp. 39 und 63, 1900 von Behmann zusätzlich zwei Hochdruckstimmen von Orgelbau Friedrich Weigle eingebaut (II/15), 1971 von Werner Walcker-Mayer umgebaut und dispositionell erweitert, 1975–76 durch einen Neubau von E. F. Walcker & Cie. ersetzt[30]
- 1891: Schoppernau, Pfarrkirche Hll. Philippus und Jakobus (I/11), op. 40, 1918 neue Zinkprospektpfeifen von Josef Behmann, 1921 von demselben instand gesetzt, 1955 von Adolf Sohm generalüberholt, 1981 durch einen Neubau von Rieger Orgelbau ersetzt[31]
- 1892: Gargazon, Alte Pfarrkirche Hl. Johannes der Täufer (I/6), op. 41, 2005 in die Alte Pfarrkirche Maria Himmelfahrt Schenna transloziert[2]
- 1892: Langen bei Bregenz, Pfarrkirche Hl. Sebastian (II/15), op. 42, unverändert erhalten[32]

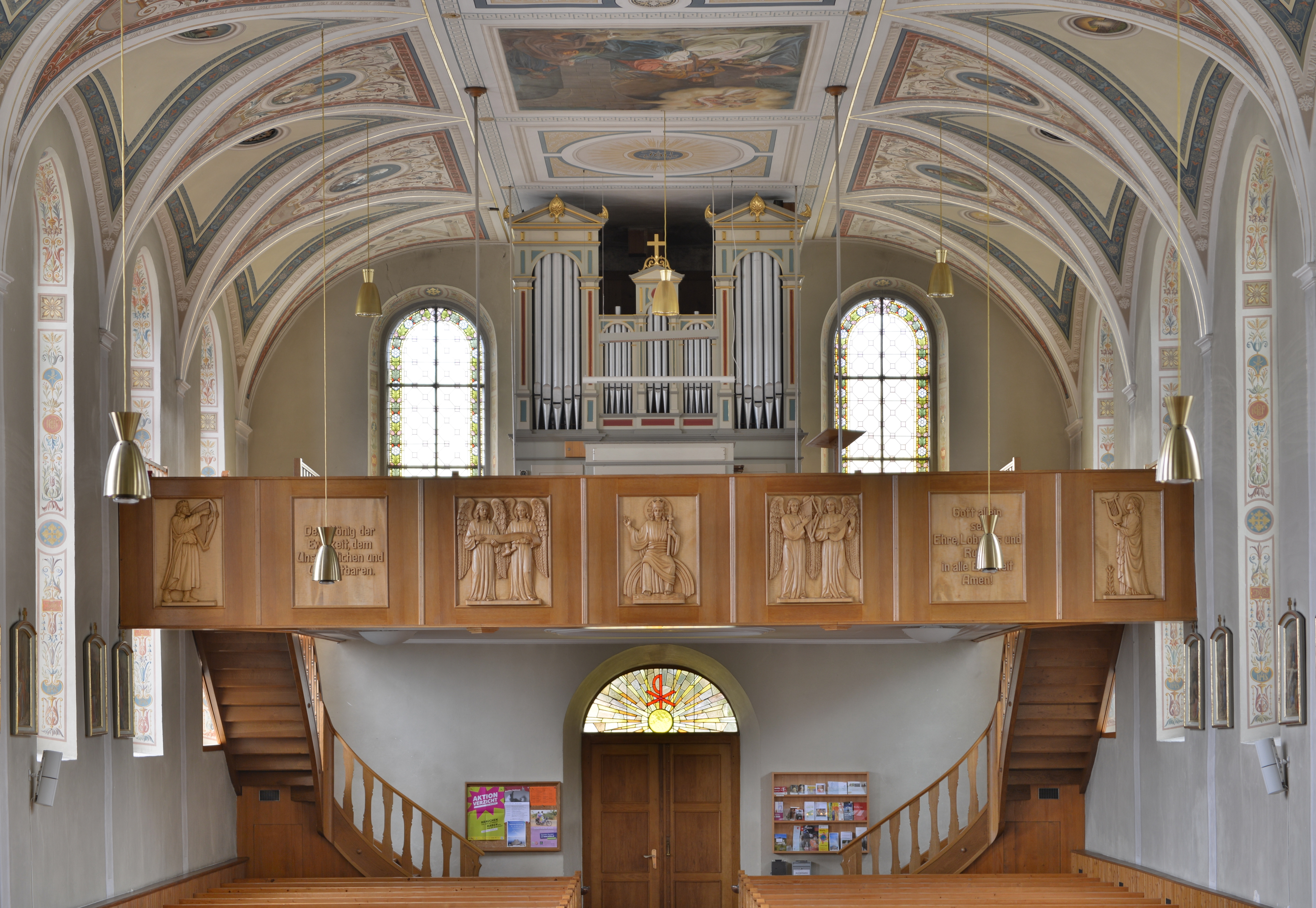
Anton-Behmann-Orgel von 1892 in Langen bei Bregenz, Pfarrkirche Hl. Sebastian

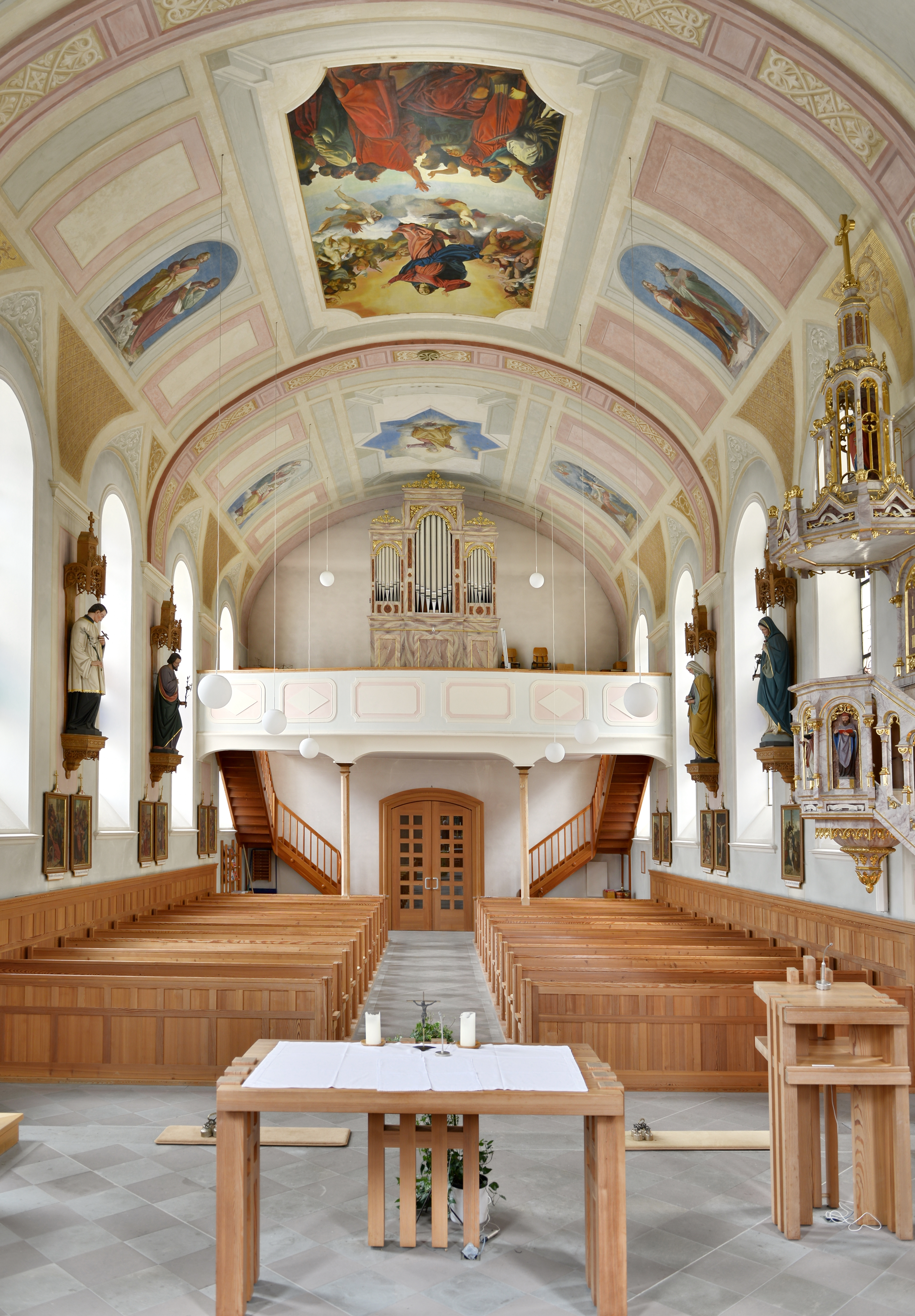
Anton-Behmann-Orgel von 1892 in Schnepfau, Pfarrkirche Hl. Wolfgang

- 1892: Schnepfau, Pfarrkirche Hl. Wolfgang (I/11), op. 43, 1955 restauriert, 1984 abgetragen und eingelagert, 1988 von Orgelbau Rieger restauriert und wiederaufgestellt[33][27]
- 1892: Untermieming, Pfarrkirche Mariä Himmelfahrt (II/16), op. 44, 1899 von Behmann erweitert auf II/17, 2008 von Orgelbau Kuhn restauriert[27][34]
- 1893: Fulpmes, Pfarrkirche Hl. Veit (II/16), op. 46, 1979 durch einen Neubau von Reinisch-Pirchner ersetzt
- 1893: Au im Bregenzerwald, Pfarrkirche Hl. Leonhard (II/16), op. 48, Orgel von Joseph Bergöntzle aus dem Jahr 1800, 1893 von Behmann umgebaut, 1983 vor der Kircheninnenrenovierung abgetragen und eingelagert, 1986 von Martin Pflüger Orgelbau restauriert und wiederaufgestellt, 2017 von Walter Vonbank (Vonbank Orgelbau) restauriert[35]

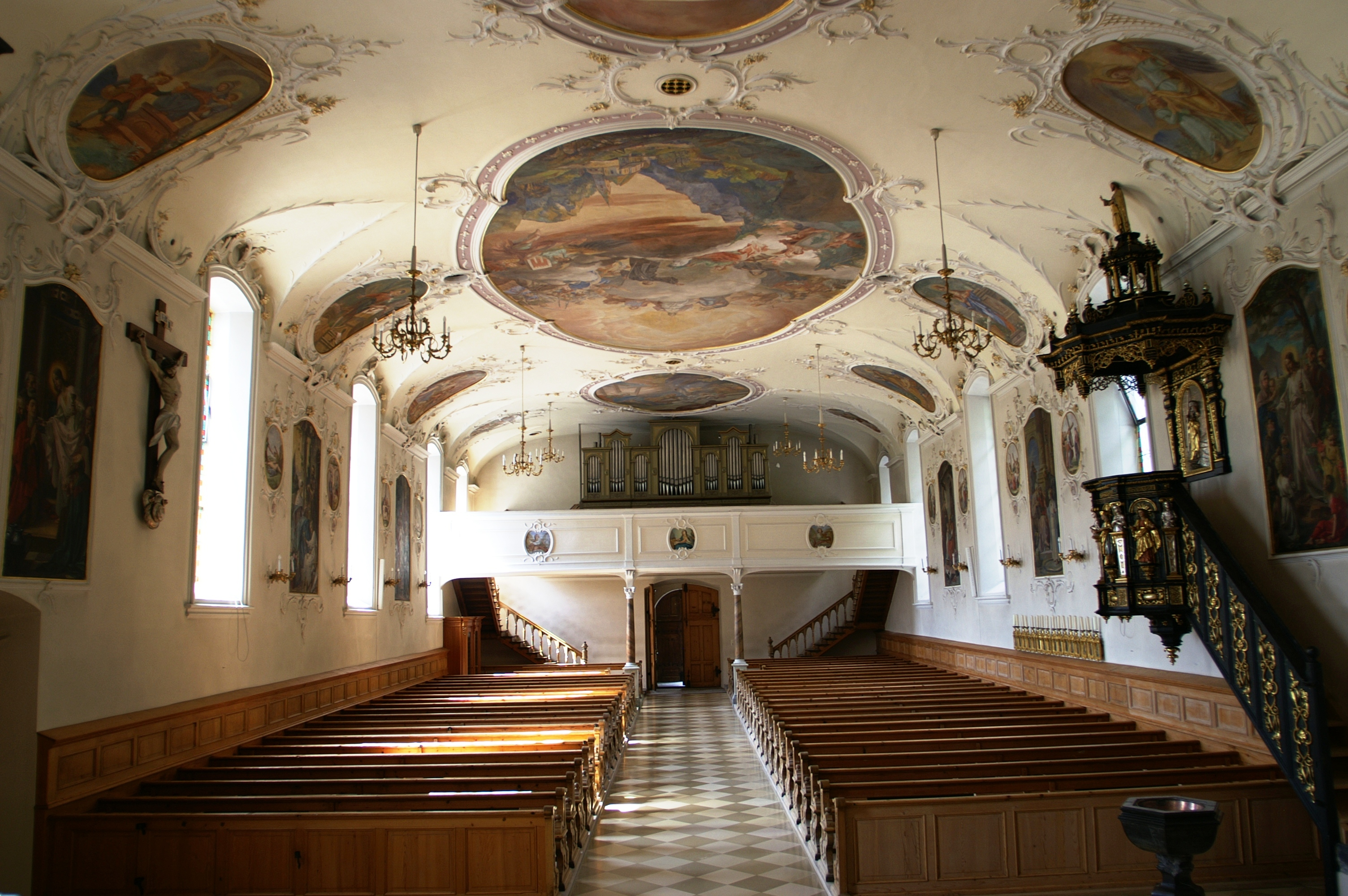
Anton-Behmann-Orgel von 1893 in Au im Bregenzerwald, Pfarrkirche Hl. Leonhard
- 1894: Übersaxen, Pfarrkirche Hl. Bartholomäus (I/7), op. 51, in neuromanischem Gehäuse, 1955 von Edmund Hohn generalüberholt, 2008 von Walter Vonbank (Vonbank Orgelbau) restauriert[36][27]
- 1895: Sulzberg, Pfarrkirche Hl. Laurentius[37] (II/25), op. 53, 1991 von Rieger Orgelbau restauriert, unverändert erhalten[38][27][39]

| I. Manual C–f3 |                 |       |
| 1.             | Bordun          | 16′   |
| 2.             | Principal       | 8′    |
| 3.             | Gamba           | 8′    |
| 4.             | Großgedeckt     | 8′    |
| 5.             | Flöte           | 8′    |
| 6.             | Dolce           | 8′    |
| 7.             | Octav           | 4′    |
| 8.             | Flauto d’amore0 | 4′    |
| 9.             | Octav           | 2′    |
| 10.            | Cornett III–V   | 8′    |
| 11.            | Mixtur V        | 2 ⁄3′ |
| 12.            | Trompete        | 8′    |

| II. Manual C–f3 |                  |    |
| 13.             | Geigenprincipal0 | 8′ |
| 14.             | Salicional       | 8′ |
| 15.             | Gedeckt          | 8′ |
| 16.             | Aeoline          | 8′ |
| 17.             | Fugara           | 4′ |
| 18.             | Flöte travers    | 4′ |
| 19.             | Clarinette       | 8′ |

| Pedal C–d1 |               |     |
| 20.        | Principalbaß0 | 16′ |
| 21.        | Violon        | 16′ |
| 22.        | Subbaß        | 16′ |
| 23.        | Octavbaß      | 8′  |
| 24.        | Cello         | 8′  |
| 25.        | Posaune       | 16′ |
- Koppeln:
  - Normalkoppeln: II/I, I/P, II/P

- Spielhilfen:
  - Kollektivtritte: 4 feste Kombinationen (p, mf, f, ff), Auslöser

- 1895: Innsbruck, Ev. Christuskirche (II/9), op. 54, 1906 durch einen Neubau von G. F. Steinmeyer & Co. ersetzt, 1906 von Franz Reinisch II. erworben und 1907 von Karl Reinisch in die Spitalskirche Hl. Geist Matrei am Brenner transloziert sowie mit eigenem Firmenschild versehen[40]

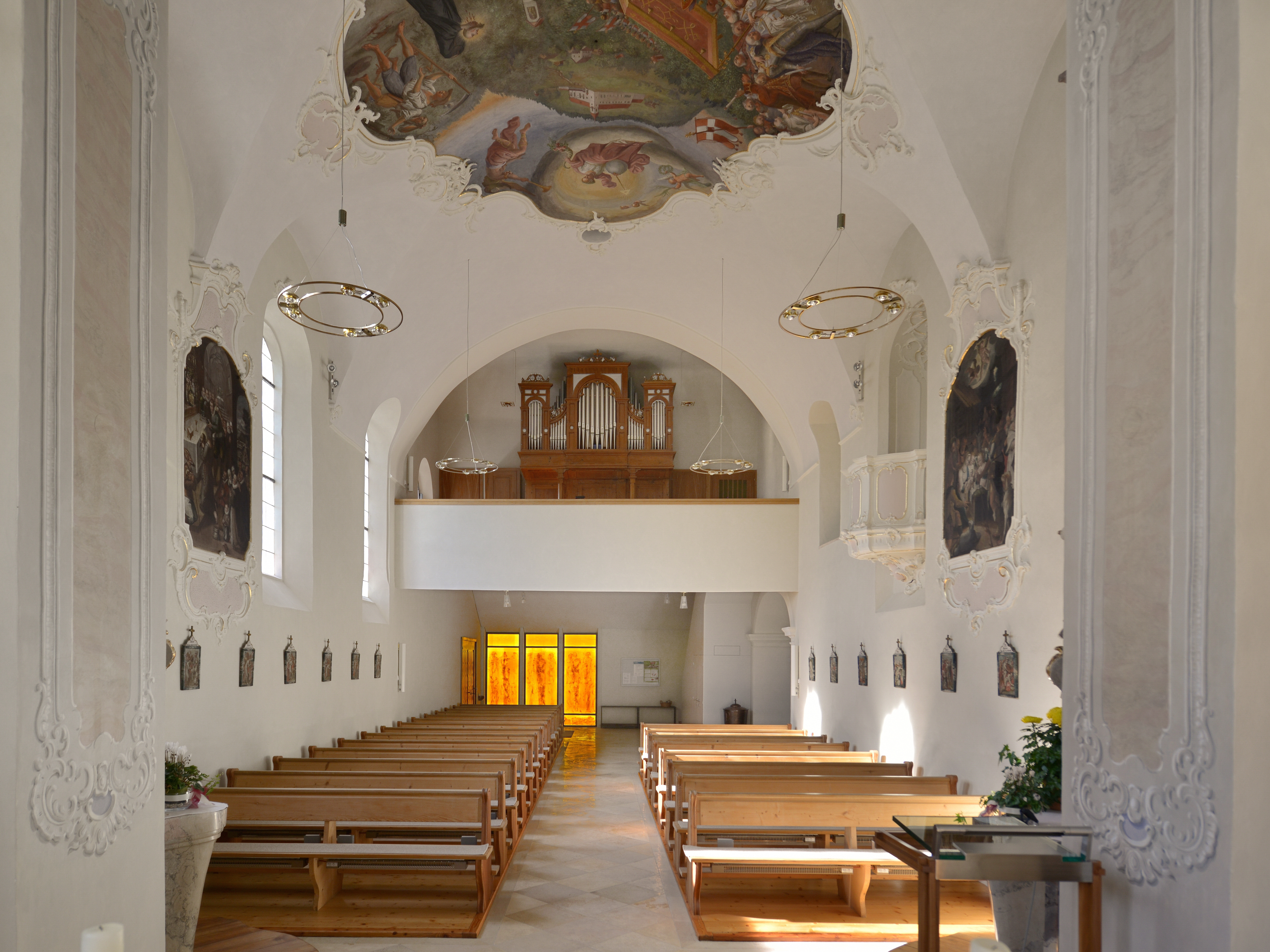
Anton-Behmann-Orgel von 1895 in Viktorsberg, Pfarrkirche Hl. Viktor

- 1895: Viktorsberg, Pfarrkirche Hl. Viktor (I/9), op. 55, 1918 neue Zinkprospektpfeifen von Josef Behmann, 1960 von Gebrüder Mayer und 2009 von Walter Vonbank (Vonbank Orgelbau) restauriert[41][27]
- 1896: Doren, Pfarrkirche Hl. Johann Nepomuk (II/15), op. 56, 1921 neue Zinkprospektpfeifen von Josef Behmann, unverändert erhalten[42]

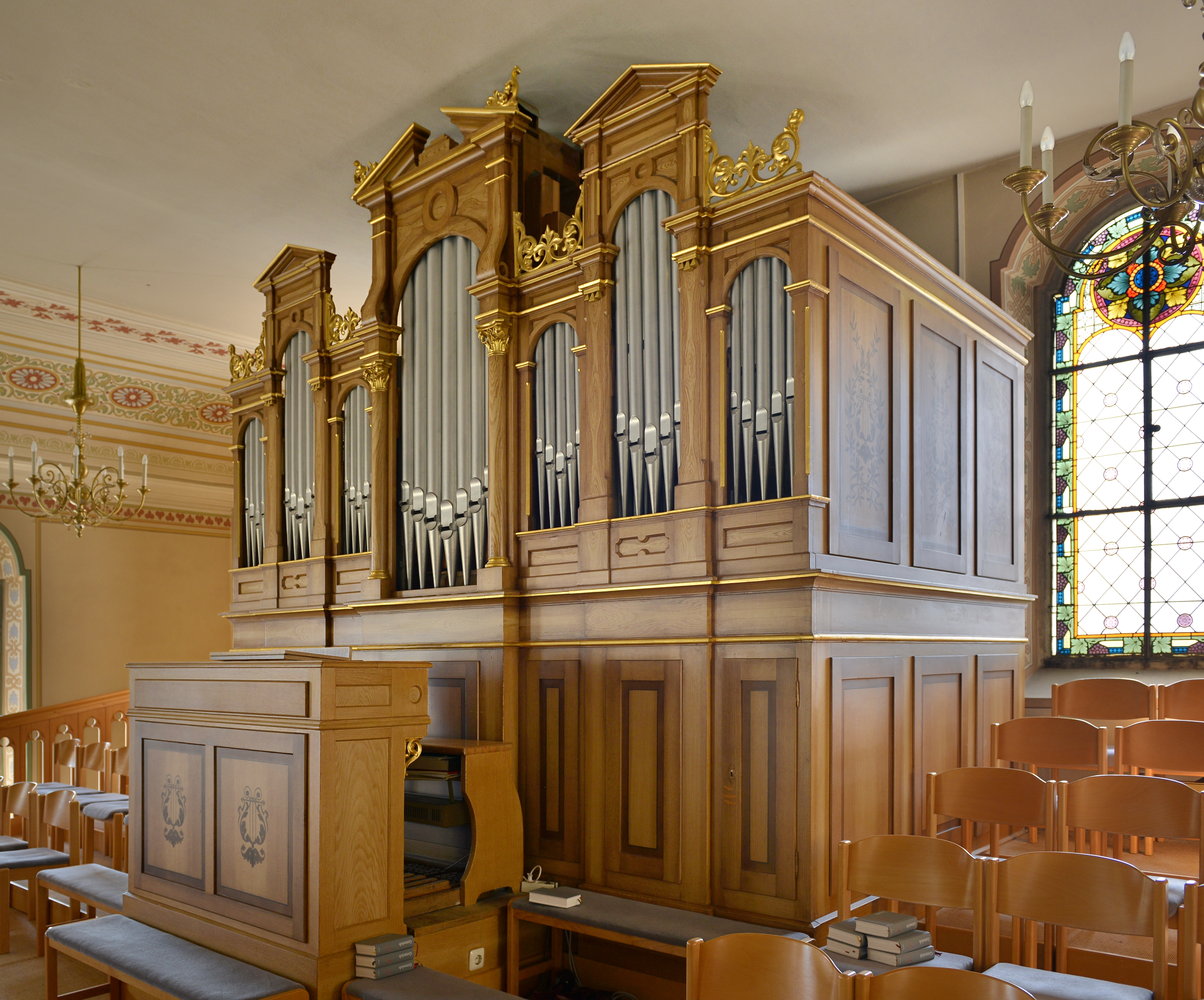
Anton-Behmann-Orgel von 1896 in Doren, Pfarrkirche Hl. Johann Nepomuk
- 1897: Egg, Pfarrkirche Hl. Nikolaus (II/23), opp. 58 und 69, in neugotischem Gehäuse, letzte mechanische Kegellade Behmanns (laut Abnahmebericht jedoch unter teilweisem „Heranziehen des pneumatischen Systems“), 1902 von Behmann selber unter dispositioneller Veränderung auf pneumatische Spiel- und Registertraktur umgestellt sowie mit elektrischem Gebläse versehen, 1919 Reparatur und neue Zinkprospektpfeifen von Josef Behmann, 1926 von Gebrüder Mauracher umgebaut, 1964 durch einen Neubau von Orgelbau Rieger ersetzt[43]

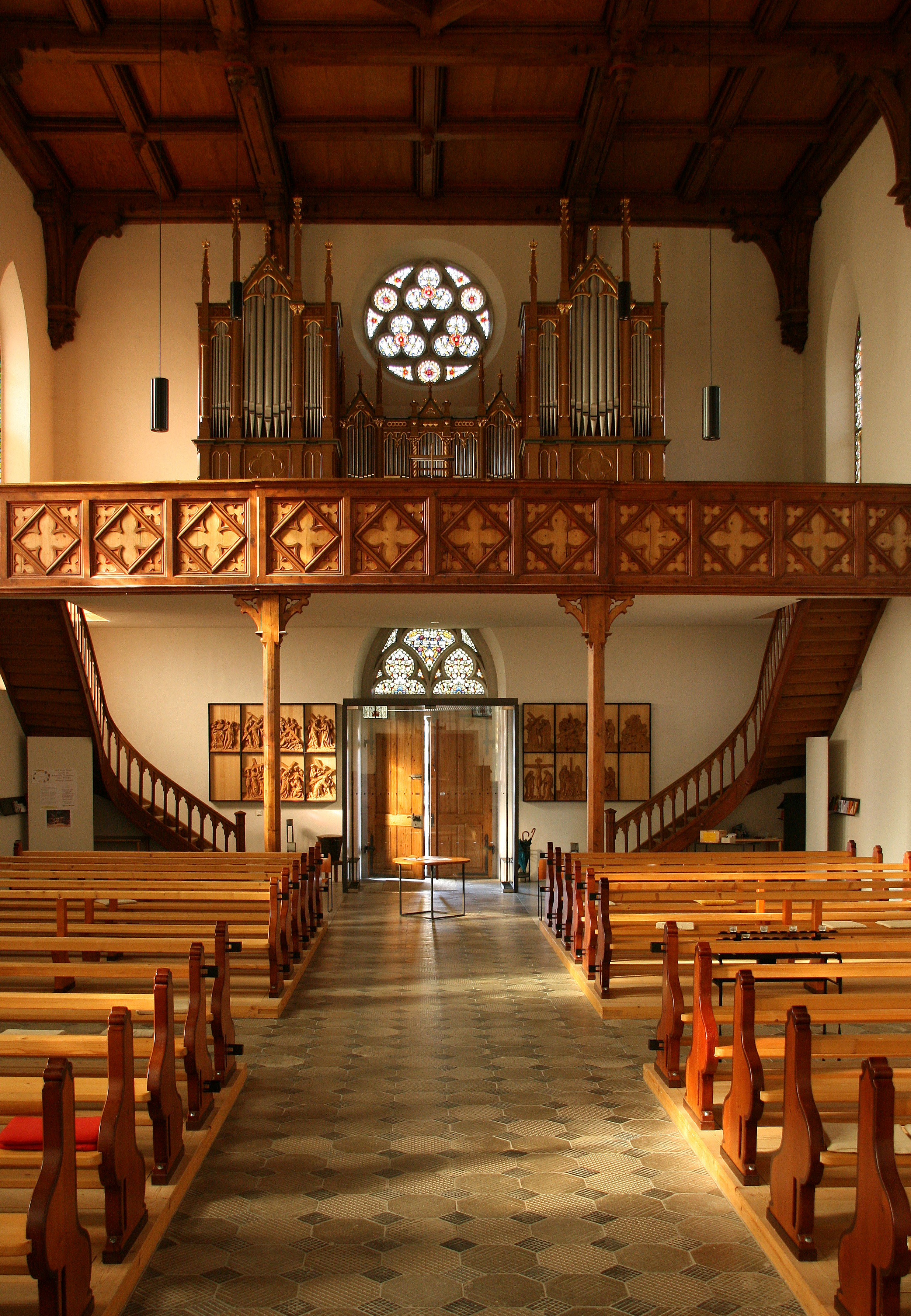
Anton-Behmann-Orgel von 1897 in Kennelbach, Pfarrkirche Hl. Josef

- 1897: Kennelbach, Pfarrkirche Hl. Josef (II/16), op. 59, erste pneumatische Kegellade Behmanns überhaupt und in Vorarlberg, reinpneumatisches System nach Carl Gottlieb Weigle, 1926 von Josef Behmann technisch umfangreich verändert, 1956 neugotischer durch Freipfeifenprospekt ersetzt, 1957 von Edmund Hohn dispositionell verändert, vor 2008 von Gebrüder Mayer Orgelbau nach originalen Plänen rekonstruiert[44][27][45]
- 1898: Mittewald an der Drau, Alte Pfarrkirche Hl. Johannes der Täufer (II/11), op. 60, erste pneumatische Kegellade Behmanns in Tirol
- 1899: Mölten, Pfarrkirche Maria Himmelfahrt (II/20), op. 61
- 1899: Blons, Pfarrkirche Zu Unserer Lieben Frau Unbefleckte Empfängnis (I/11), op. 62, Orgel von Behmanns Lehrmeister Alois Schönach aus den Jahren 1862–64, von Behmann umgebaut und dispositionell erweitert, 1922 neue Zinkprospektpfeifen von Josef Behmann, 1933 von Gebrüder Mayer umgebaut und erneut erweitert (II/15), in diesem Zustand unverändert erhalten[46]
- 1901: St. Gerold, Propsteipfarrkirche St. Gerold (II/12), op. 65, pneumatische Kegellade erstmals mit dem System von Carl Theodor Kuhn statt von Carl Gottlieb Weigle, 1922 neue Zinkprospektpfeifen von Josef Behmann, 1965 von Edmund Hohn abgetragen und 1966 von demselben mit neuem Prospekt wiederaufgebaut, 1990 durch einen Neubau von Christoph Enzenhofer ersetzt[47]
- 1901: Marul, Kuratienkirche Hl. Katharina (I/6), op. 66, in neuromanischem Gehäuse, mit ausgetauschten Prospektpfeifen erhalten[48]
- 1901: Katharinaberg, Pfarrkirche St. Katharina (I/8), op. 67

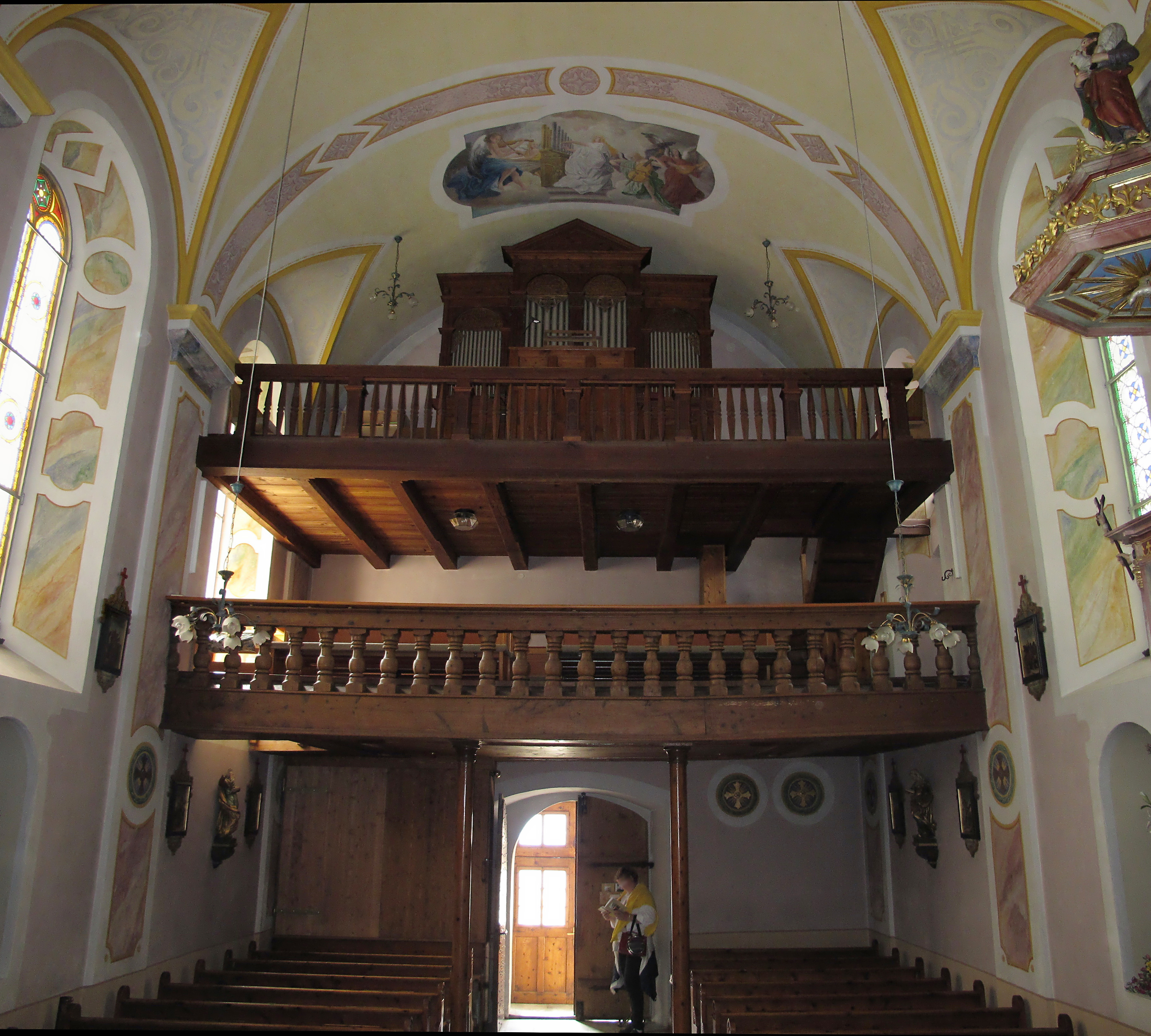
Anton-Behmann-Orgel von 1901 in Katharinaberg, Pfarrkirche St. Katharina

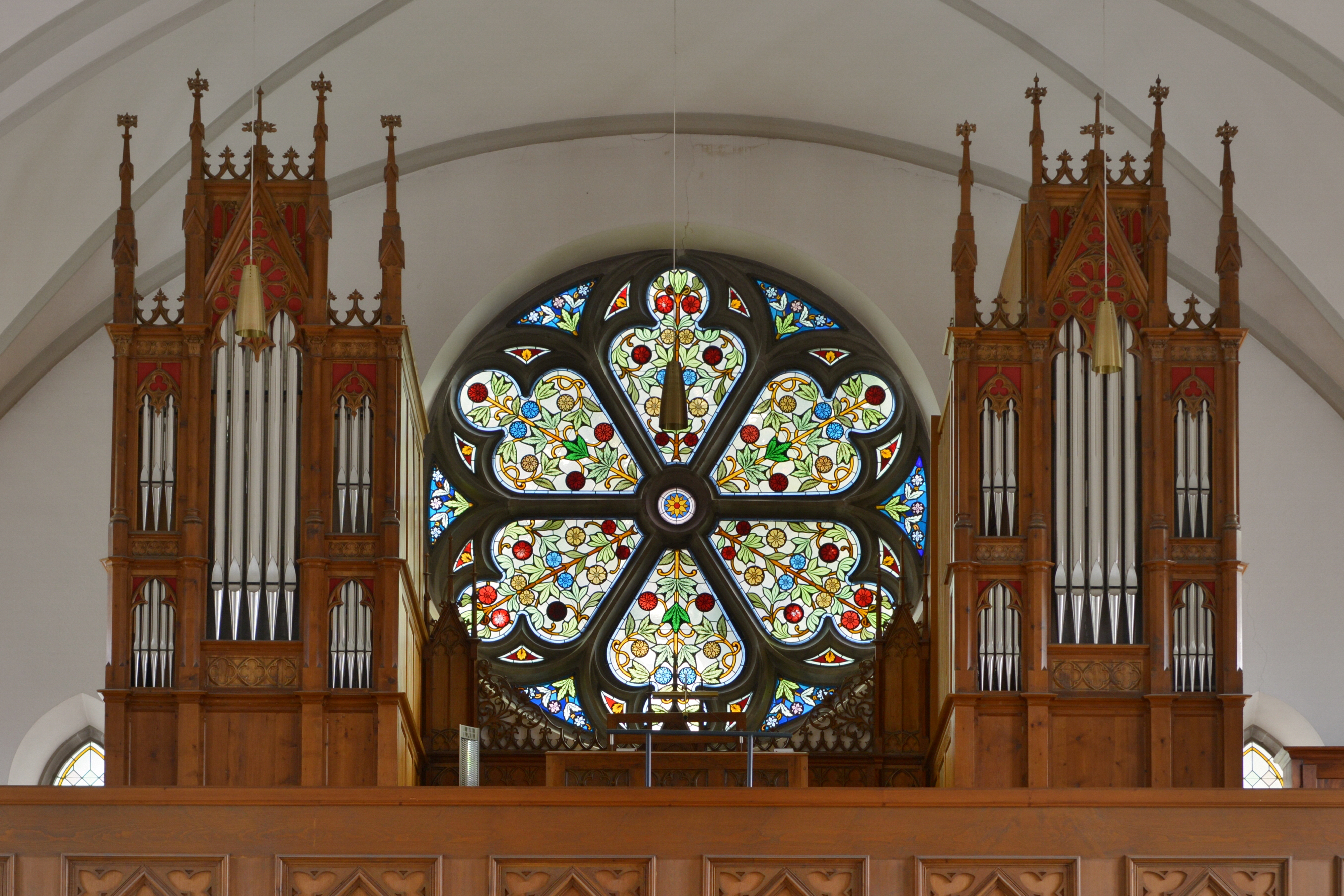
Göckel-Orgel von 1998 im Anton-Behmann-Gehäuse von 1902 in Fraxern, Pfarrkirche Hl. Jakobus der Ältere

- 1902: Fraxern, Pfarrkirche Hl. Jakobus der Ältere (II/14), op. 68, in neugotischem Gehäuse, 1918 neue Zinkprospektpfeifen von Gebrüder Mayer, 1972 von Edmund Hohn generalüberholt.[49] Neues, romantisch disponiertes Orgelwerk II/20 mit mechanischen Trakturen von Karl Göckel 1998 im Behmann-Gehäuse.[50]
- 1903: Vöran, Pfarrkirche Zum Hl. Nikolaus (II/10), op. 70
- 1903: See, Pfarrkirche Hl. Sebastian (I/11), op. 72, 1966 durch einen Neubau von Reinisch-Pirchner ersetzt
- 1903: Silbertal, Pfarrkirche Hll. Josef und Nikolaus (II/12), op. 73, in neugotischem Gehäuse, 1919 neue Zinkprospektpfeifen von Gebrüder Mayer, unverändert erhalten[51]
- 1904: Lustenau, Pfarrkirche Zu den Hll. Peter und Paul (II/30), op. 75, 1919 neue Zinkprospektpfeifen von Josef Behmann, 1939–40 durch einen Neubau von Orgelbau Rieger ersetzt[52]
- 1904: Naturns (II/15), op. 76
- 1904: Inzing, Pfarrkirche Hl. Petrus (II/21), op. 77, Orgel von Johann Anton Fuchs aus dem letzten Viertel des 18. Jahrhunderts, von Behmann umgebaut
- 1904–05: Gurtis, Kuratienkirche Unserer Lieben Frau Mariä Heimsuchung (II/10), op. 78, unverändert erhalten[53]

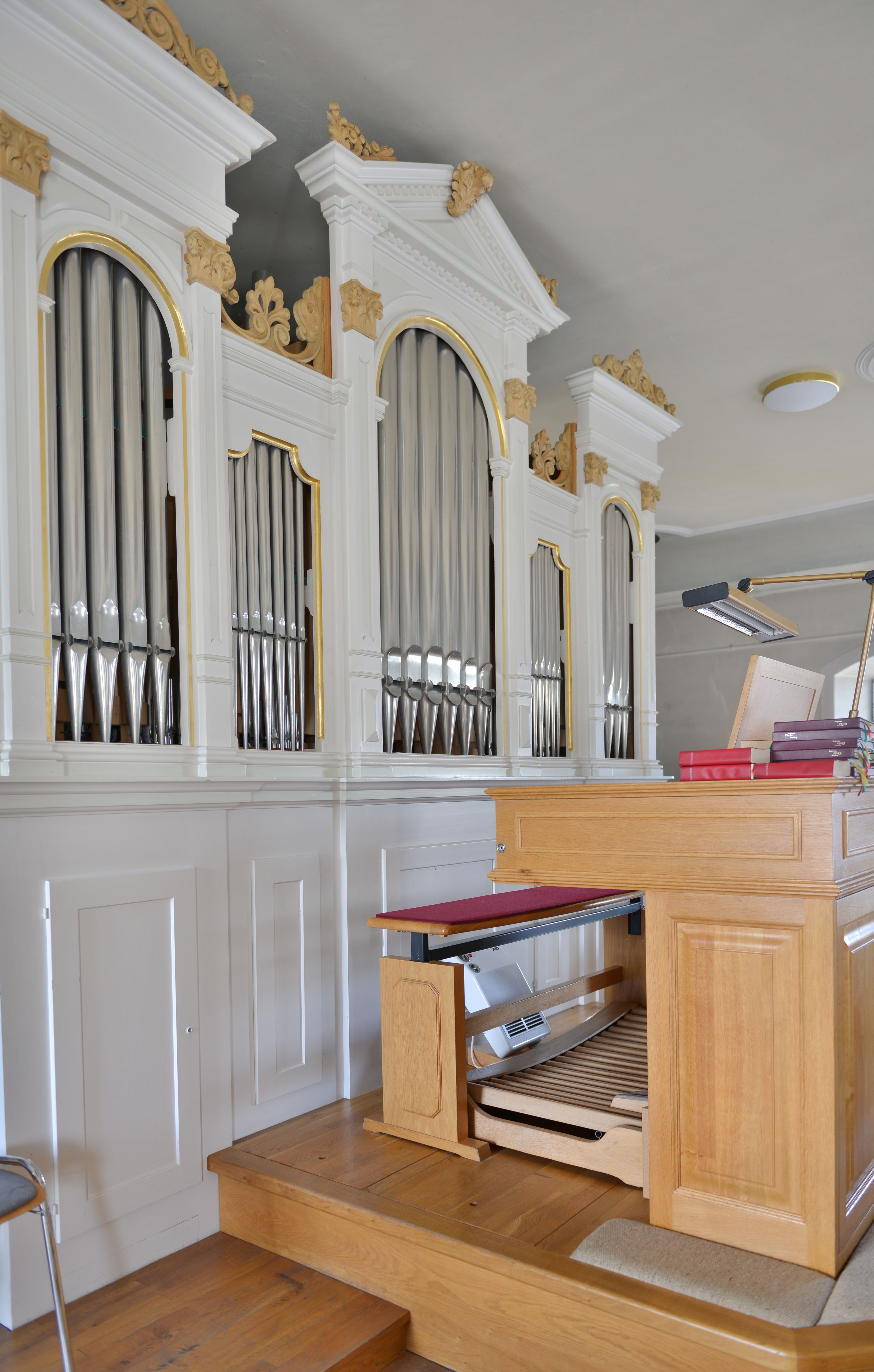
Anton-Behmann-Orgel von 1905 in Krumbach, Pfarrkirche Hl. Martin

- 1905: Krumbach, Pfarrkirche Hll. Martin (II/17), op. 79, 1925 neue Zinkprospektpfeifen von Gebrüder Mayer, 1973 von Edmund Hohn umgebaut[54]
- 1905: Kiens (II/21), op. 81
- 1906: Burgstall, Pfarrkirche Zum Hl. Kreuz (II/10), op. 83, 2003 durch Orgelbau Kaufmann restauriert[55]
- 1906: Riefensberg, Pfarrkirche Hl. Leonhard (I/13), op. 84, 1969 abgebrochen und durch ein Harmonium ersetzt[56]
- 1906: Flirsch, Pfarrkirche Hl. Bartholomäus (I/14), op. 85
- 1906: Abtei (II/22), op. 86
- 1906: Bozen-Gries, Konviktkapelle (jetzt: Kapelle des Diözesanhauses) (II/11), op. 87
- 1907: Bozen-Gries, Stifts- und Pfarrkirche Hl. Augustinus (II/30+5), opp. 89 und 90, Doppelorgel mit elektropneumatischer Traktur zur Chororgel, 1971 durch einen Neubau von Orgelbau M. Mathis & Co. ersetzt, zum selben Zeitpunkt umgebaut und in den Chor versetzt, 2000–01 von Orgelbau Kuhn nochmals versetzt und mit Ausnahme von zwei Registern rekonstruiert (II/27+1 Transmission)[27]
- 1907: Jenbach, Pfarrkirche Hl. Wolfgang (II/24), op. 91

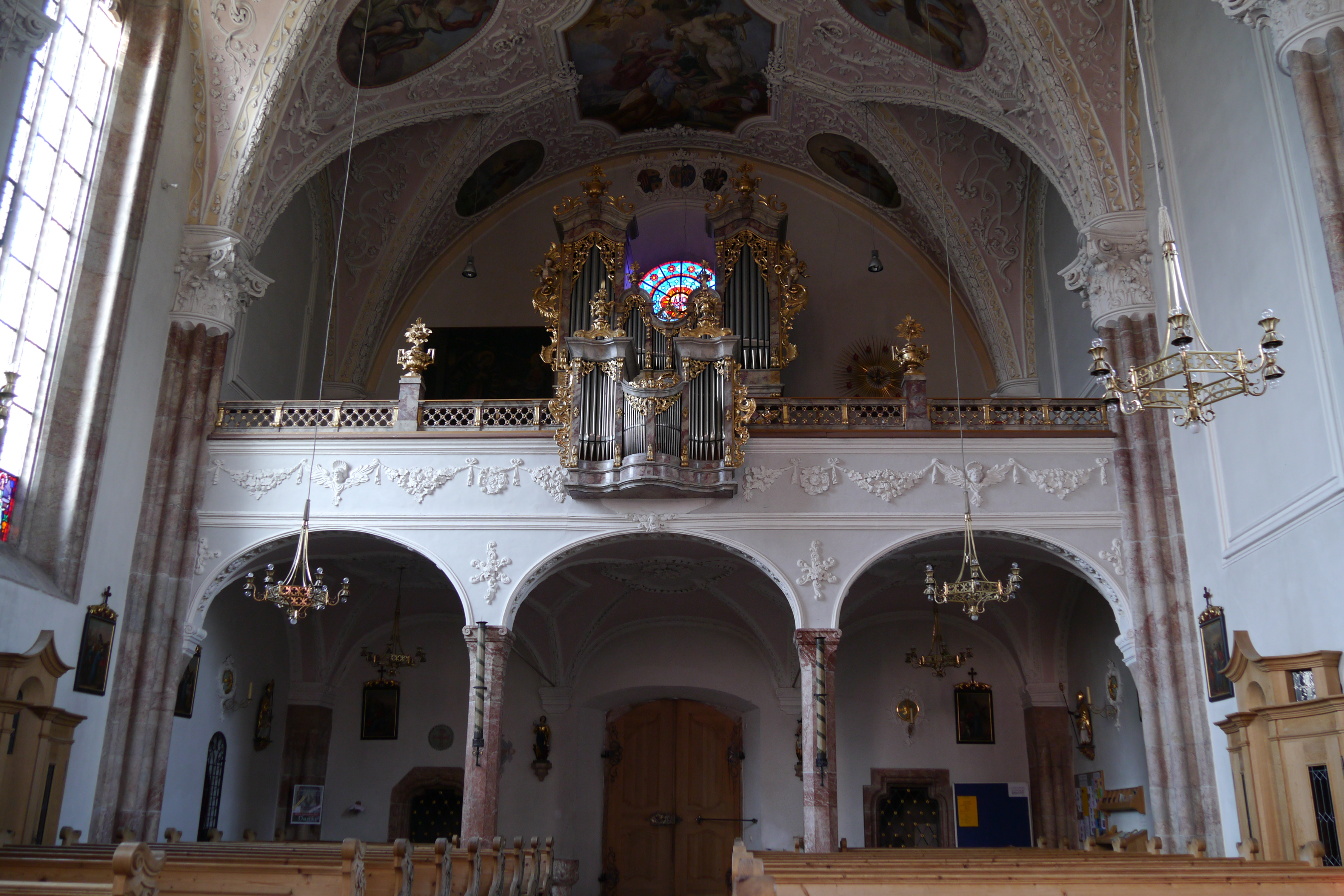
Anton-Behmann-Orgel von 1907 in Jenbach, Pfarrkirche Hl. Wolfgang
- 1907: Oberhofen im Inntal, Pfarrkirche Hl. Nikolaus (I/13), op. 92
- 1907: Vils, Stadtpfarrkirche Mariä Himmelfahrt (I/12), op. 93, Gehäuse mit (von Behmann nicht genutztem) Brüstungspositiv aus dem Jahr 1790, 1995 durch einen Neubau von Gebrüder Mayer ersetzt[57]
- 1908–11: Rankweil, Pfarr- und Wallfahrtskirche „Unserer Lieben Frau Mariä Heimsuchung“ und Loretokapelle (II/32+26 Manual-+9 Pedaltransmissionen+2 Kombinationsregister [labiale Clarinette 8′ in den Manualen und akustischer Mayorbaß 32′ im Pedal]), op. 95, größte jemals von Behmann erbaute Orgel, im Wesentlichen von seinem Sohn Josef verantwortet, 1942 von Gebrüder Mayer umgebaut, 1961 von Edmund Hohn nochmals umgebaut, 1985 durch einen Neubau von Martin Pflüger Orgelbau ersetzt[58]
- 1909: Natz, Pfarrkirche Hll. Philippus und Jakobus (II/16), op. 96, 1990 durch einen Neubau von Orgelbau Pirchner ersetzt
- 1909: Campill, Pfarrkirche St. Lucia (Lungiarü) (II/17), op. 97
- 1909–10 Elmen, Pfarrkirche Heilige Drei Könige (II/15), op. 99, um 1970 mit einer Trompete 8′ erweitert
- 1909[59]: Neustift bei Brixen, Pfarrkirche St. Margarethen (I/8+2 Extensionen), op. 100, pneumatische Traktur mit Registerkanzellenladen, 2005 durch Oswald Kaufmann generalüberholt[27]

| Manual C–f3 |                             |       |
| 1.          | Principal                   | 8′    |
| 2.          | Gedeckt                     | 8′    |
| 3.          | Gamba                       | 8′    |
| 4.          | Salicional                  | 8′    |
| 5.          | Octav (= Ext. von Nr. 1)    | 4′    |
| 6.          | Rohrflöte                   | 4′    |
| 7.          | Salicet (= Ext. von Nr. 4)0 | 4′    |
| 8.          | Mixtur IV[60]               | 2 ⁄3′ |

| Pedal C–d1 |            |     |
| 9.         | Subbaß     | 16′ |
| 10.        | Flötenbaß0 | 8′  |
- Koppeln:
  - Normalkoppel: M/P
  - Superoktavkoppel (ausgebaut): M/M

- Spielhilfen:
  - 0 (= Auslöser), I (= piano), II (= mezzoforte), III (= forte)

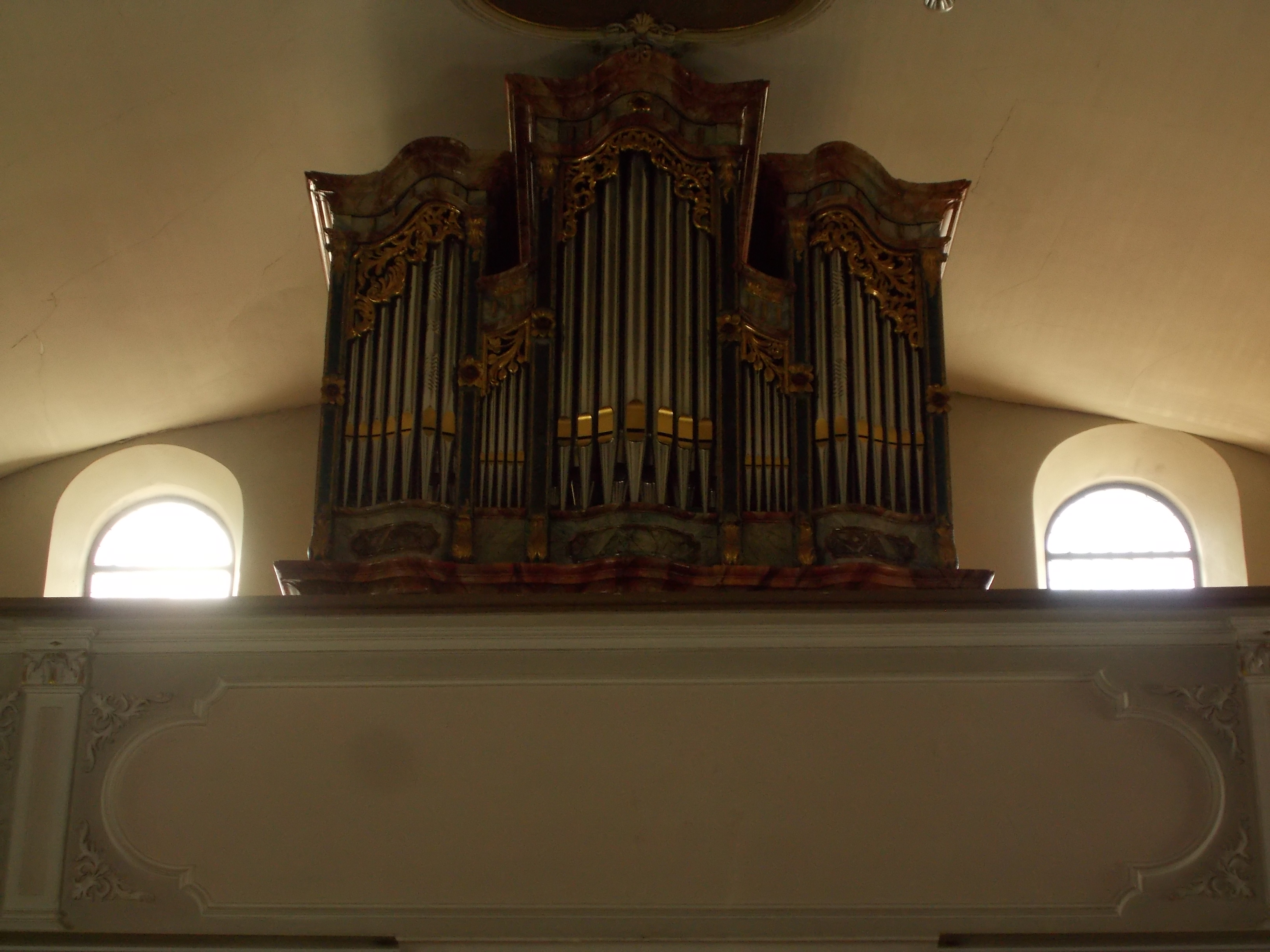
Anton-Behmann-Orgel von 1910 mit Gehäuse von Johann Michael Graß aus dem Jahr 1793 in Dalaas, Pfarrkirche Hl. Oswald

- 1910: Dalaas, Pfarrkirche Hl. Oswald (II/14+1 Transmission), op. 101, in Rokokogehäuse von Johann Michael Graß aus dem Jahr 1793, Vorgängerorgel schon 1881 von Behmann umgebaut, 1969 von Edmund Hohn umgebaut[61]
- 1910: Tiers (II/18), op. 102
- 1910: St. Ulrich in Gröden, Pfarrkirche Hl. Ulrich (II/27), op. 103, pneumatische Taschenladen, 2010 durch einen Neubau von Orgelbau Pirchner ersetzt
- 1910: Schwaz, Spitalkirche Hl. Geist und Johannes der Täufer (I/7), op. 104

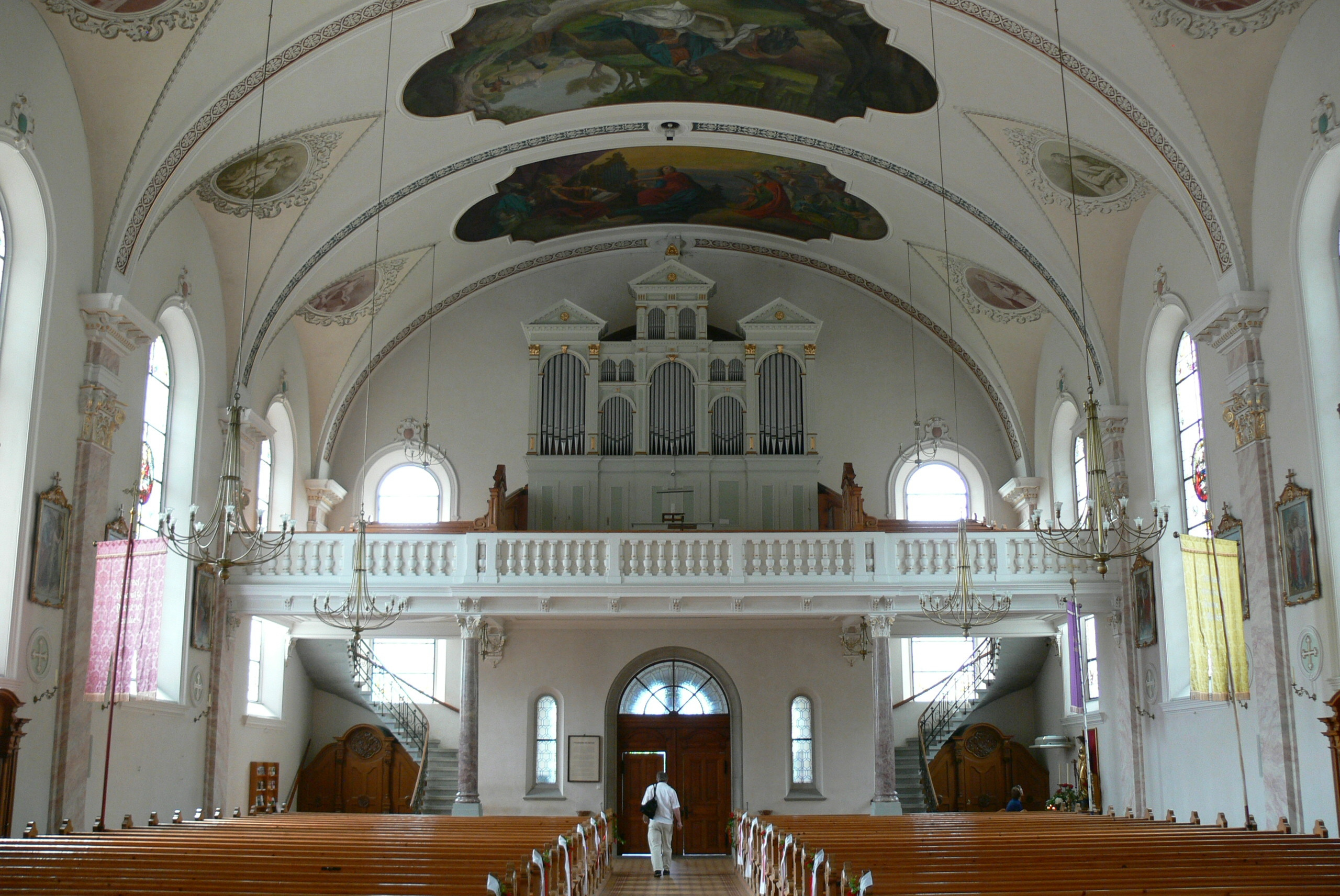
Anton-Behmann-Orgel von 1910 in Bezau, Pfarrkirche Hl. Jodok

- 1910: Bezau, Pfarrkirche Hl. Jodok (II/30), op. 105, in neuklassizistischem Gehäuse, 1921 von Josef Behmann generalüberholt, 1984 von Gebrüder Mayer generalüberholt und dispositionell verändert[62]

## Veröffentlichungen
- Anton Behmann, prämiierte Orgelbau-Anstalt. Schwarzach (Vorarlberg) o. J. (1901) [mit Werkverzeichnis].
- Verzeichnis der seit Gründung des Geschäftes (1873) neuerbauten Orgelwerke. Schwarzach (Vorarlberg) 1910.